# العلاقات الباكستانية الناوروية
العلاقات الباكستانية الناوروية هي العلاقات الثنائية التي تجمع بين باكستان وناورو.

## مقارنة بين البلدين
هذه مقارنة عامة ومرجعية للدولتين:
| وجه المقارنة                                              | باكستان                     | ناورو                          |
| --------------------------------------------------------- | --------------------------- | ------------------------------ |
| المساحة (كم2)                                             | 881.91 ألف                  | 21                             |
| عدد السكان (نسمة)                                         | 197.02 مليون                | 10.08 ألف                      |
| الكثافة السكانية (ن./كم²)                                 | 223.4                       | 48.00 ألف                      |
| العاصمة                                                   | إسلام آباد                  | ضاحية يارين                    |
| اللغة الرسمية                                             | لغة إنجليزية، اللغة الأردية | اللغة الناورونية، لغة إنجليزية |
| العملة                                                    | روبية باكستانية             | دولار أسترالي                  |
| الناتج المحلي الإجمالي (بليون دولار)                      | 304.95 مليار                | 113.88 مليون                   |
| الناتج المحلي الإجمالي (تعادل القوة الشرائية) بليون دولار | 946.67 مليار                | 162.98 مليون                   |
| الناتج المحلي الإجمالي الاسمي للفرد دولار أمريكي          | 1.43 ألف                    | 9.83 ألف                       |
| الناتج المحلي الإجمالي للفرد دولار أمريكي                 | 4.81 ألف                    |                                |
| مؤشر التنمية البشرية                                      | 0.538                       |                                |
| رمز المكالمات الدولي                                      | +92                         | +674                           |
| رمز الإنترنت                                              | .pk                         | .nr                            |
| المنطقة الزمنية                                           | ت ع م+05:00                 | ت ع م+12:00                    |

## منظمات دولية مشتركة
يشترك البلدان في عضوية مجموعة من المنظمات الدولية، منها:
| علم المنظمة | اسم المنظمة                   | تاريخ انضمام باكستان | تاريخ انضمام ناورو |
| ----------- | ----------------------------- | -------------------- | ------------------ |
|             | يونسكو                        | 14 سبتمبر 1949       | 17 أكتوبر 1996     |
|             | بنك التنمية الآسيوي           | 1966                 | 1991               |
|             | منظمة حظر الأسلحة الكيميائية  | ?                    | ?                  |
|             | الاتحاد البريدي العالمي       | ?                    | ?                  |
|             | منظمة الشرطة الجنائية الدولية | ?                    | ?                  |
|             | الأمم المتحدة                 | 30 سبتمبر 1947       | 14 سبتمبر 1999     |
|             | الاتحاد الدولي للاتصالات      | 26 أغسطس 1947        | 10 يونيو 1969      |
|             | دول الكومنولث                 | ?                    | ?                  |

## وصلات خارجية
- موقع وزارة الخارجية الباكستانية